# Wimbledon Championships 1895
Die 19. Auflage der Wimbledon Championships fand 1895 auf dem Gelände des All England Lawn Tennis and Croquet Club an der Worple Road statt. Bei den Herren meldeten sich 18 Spieler an, bei den Damen neun.
Aufgrund des geschwundenen Zuschauerinteresses machten die Wimbledon Championships in diesem Jahr 33 Pfund Verlust. Erstmals war mit Prinzessin Stephanie von Belgien königlicher Besuch anwesend.

## Herreneinzel
Bei den Herren konnte sich Wilfred Baddeley im All-Comers-Finale gegen Wilberforce Vaughan Eaves durchsetzen, nachdem Eaves bereits mit 2:0 Sätzen geführt hatte, und im dritten Satz einen Matchball vergab. Der Vorjahressieger Joshua Pim trat nicht zur Titelverteidigung an.

## Dameneinzel
Mit ihrem Zweisatzsieg in der Challenge Round über Helen Jackson gewann Charlotte Cooper ihren ersten Wimbledon-Titel.

## Herrendoppel
Die Brüder Wilfred und Herbert Baddeley verteidigten ihren Titel in der Challenge Round gegen Ernest Lewis und Wilberforce Vaughan Eaves mit 8:6, 5:7, 6:4 und 6:3.